# Spojevi glavčine i vratila
Spojevi glavčine i vratila, koji služe za prijenos snage, odnosno momenta vrtnje s glavčine na vratilo ili obrnuto, u strojarstvu su vrlo česti i izvode se na različite načine, ali ipak imaju dosta zajedničkog. Prema načinu na koji djeluju, ti se spojevi mogu podijeliti na naponske spojeve (one u kojima se spoj opire odvajanju otporom trenja), spojeve oblikom (one u kojima se spoj opire odvajanju oblikom dijelova), prednapregnute spojeve oblikom (one u kojima se spoj opire odvajanju otporom trenja i oblikom dijelova) i čvrste ili nerazrješive spojeve (zavareni ili lemljeni spojevi). Inače se ti spojevi češće dijele prema tome da li su, i kakvi su posebni dijelovi upotrijebljeni za spajanje. Takvim grupiranjem na osnovu dijelova spoja može se onda čitavo područje spojeva s glavčinama podijeliti na stezne spojeve s cilindričnim i stožastim dosjednim površinama, spojeve steznim glavčinama, spojeve s pomoću steznih dijelova, spojeve profiliranim vratilima i provrtima glavčina spojeve klinovima i perima.

## Klinovi i pera
Klinovi i povodna pera jednostavni su strojni dijelovi koji služe za izvođenje brzo rastavljivih spojeva namijenjenih prijenosu snage momenta vrtnje (u spojevima s glavčinama). Osim po djelovanju u spoju oni se međusobno razlikuju namjenom i oblikom. Klinovi služe za čvrsto spajanje, dok se povodna pera upotrebljavaju za spojeve s dijelovima koji se mogu micati po vratilu uzdužno (aksijalno). Zbog toga se i nazivaju još i perima za vođenje ili povodnim perima. Oblici tih dijelova razlikuju se time što klinovi imaju barem jednu s obzirom na ostale, nagnutu površinu, a povodna pera ne. Zbog toga se ta pera još i nazivaju i klinovima bez nagiba.
Klinovi se dijele na dvije glavne skupine, i to na uzdužne i poprečne. Uzdužni se klinovi postavljaju u spoj u paralelnom, a poprečni u okomitom pravcu na os spoja. Među tim klinovima također postoje razlike s obzirom na namjenu. 

### Spojevi perima
Ako se ne može dopustiti ekscentričnost koja nastaje kod spoja s uzdužnim klinovima između glavine i vratila, kao na primjer u zupčanim prijenosnicima, onda upotrebljavamo pera bez klinastog nagiba s paralelnim trbušnim i hrptenim plohama. Bokovi pera moraju u utoru čvrsto prilijegati da ne bi prigodom vrtnje bili deformirani. Između pera i donje plohe utora glavine ostaje obično zračnost. Pera prenose samo pomoću veze oblikom. Pera na kojima se za vrijeme pogona moraju glavine pomicati, kao na primjer pomični zupčanici, dobivaju lagan bočni dosjed i učvršćuje se u vratilu cilindričnim vijcima.
Standardna pera imaju oznaku od A do J, oblici E i F imaju provrte s navojem za vijke za istiskivanje, oblici G i J imaju s trbušne strane kosine za alate za vađenje pera. Oblik J osiguran je od pomicanja naponskim zatikom. Proračun se vrši kao kod utornih klinova na bočni tlak. U pogonu s prekidima mogu se uzeti 1,5 puta veće vrijednosti. Kod većeg broja pera po obodu uputno je vrijednosti množiti s 0,8 zato što jednako opterećenje svih pera nije vjerojatno. 
Da bi mogli zadovoljiti zahtjeve u pogledu točnosti i otpornosti koji se u tim slučajevima postavljaju, povodna se pera izrađuju od vučenog čelika čvrstoće σL ≈ 600 N/mm2, s preciznošću izrade većom nego kod klinova. Pera su standardizirana. Kako opterećenje u njihovim spojevima prenose samo bočne strane pera, njihova primjena ograničena je na slučajeve u kojima momenti okretanja ne prelaze stanovite srednje veličine. Povodna pera također nisu strojni dijelovi prikladni za prenošenje promjenjivih i udarnih opterećenja, jer djelovanje visokih tlakova na njihove bokove dovodi do oslabljenja spoja. S obzirom na ulogu u spoju ti se dijelovi obično dijele na čvrsta (fiksna) i klizna pera koji čine jednu skupinu, i na segmentne klinove koji čine drugu skupinu. 

#### Fiksna i klizna pera
Između gornje površine pera i glavčine postoji zračnost koja omogućuje slobodno pomicanje dijela. Spoj kliznim perom, koji omogućuje pomicanje glavčine uzdužno po vratilu, je ostvaren time što je pero u tom spoju pričvršćeno za dno utora s pomoću dva upuštena vijka, a među njima je provrt s navojem za vijak za podizanje pera iz utora.

### Spojevi uzdužnim klinom
Uzdužni klinovi smješteni su pod prednaprezanjem u utor vratila i glavine i to je spoj ostvaren silom i oblikom. Klinovima se spajaju i torziono (uvijanjem) povezuju s vratilom remenice, zupčanici, zamašnjaci, koljenčasta vratila, poluge, glavne spojke i slično. Uzdužni su klinovi prikladni za manje i srednje brzine vrtnje (pri većoj brzini vrtnje dolazi do osjetljive neuravnoteženosti). Zbog toga što su neosjetljivi na onečišćenja, upotrebljavaju se uglavnom za poljoprivredne i građevinske strojeve te prijevozne uređaje. 
Osim nekih specijalnih klinova, nagib površine tih dijelova je 1:100. Njihovih oblika ima priličan broj, ali se svi mogu svrstati u 4 osnovne skupine, već prema obliku njihovog profila i prema načinu izvođenja njihovih spojeva s obzirom na vratilo. Naime, dok se za spajanje uzdužnim klinovima za njihov smještaj u provrtu glavine redovito izrađuje utor, njihovo učvršćivanje na vratilo izvodi se i na druge načine. Tako se uz utorne klinove (one za čiji je smještaj također i na vratilu izrađen utor) razlikuju još i plosnati klinovi (oni koji spajaju vratilo s pomoću na njegovom obodu zaravnatih površina), zaobljeni klinovi (oni koji učvršćuju vratilo u spoj samo naponom) i, kao posebne ili specijalne vrste, tangencijalni klinovi (te segmentni Woodruffov klin). U djelovanju svih tih klinova u spojevima ima dosta načelnih sličnosti. 
Standardni uzdužni klinovi imaju nagib 1:100, to jest na dužini od 100 mm njihova se visina smanjuje za 1 mm. Razlikuje se uložni klin i utjerni klin. Navlačenjem glavine ili zabijanjem klina se trbušnom stranom klina pritiskuje dno utora u vratilu, a hrptom dno utora u glavini. Ovaj radijalni tlak omogućuje prijenos torzionog momenta pomoću veze silom. Radijalni tlak ne mora kod utornih klinova biti dovoljan za ukupni prijenos sile. Naime, ako torzioni moment prijeđe moment prianjanja, onda se i bokovi uzdužnog klina uključe u prijenos torzionog momenta. Torzioni se moment onda prenosi i bokovima u vratilu i glavini površinskim tlakom. 
Zabijanjem klina rasteže se glavčina, a stlači se vratilo. Zbog toga nisu više centrični jedno prema drugome. Na mjestu uklinjenja se vratilo i glavčina dodiruju posredno preko klina, a na suprotnoj strani dodiruju se neposredno. U tom slučaju to je dodir u dvije točke. Stavimo li dva klina koji se dodiruju za 120°, dobivamo dodir u tri točke, što je povoljno za promjenjivo i udarno opterećenje. Da bi se postigla mala ekscetričnost između vratila i glavine, prikladan je prilegli dosjed.
Da bi se smanjilo djelovanje zareza, treba u vratilu i glavini zaobliti bridove korijena utora. Zbog toga su i s klina skinuti bridovi.
Spojevi sa standardnim uzdužnim klinovima:
- utorni klinovi upotrebljavaju se za spajanje velikih vratila s glavinama za prijenos velikih opterećenja;
  - uložni klin koji ima okrugle čeone plohe, jer je utor u vratilu izrađen glodanjem prstastim glodalom. Naziva se i klin A. Pri upotrebi uložnih utornih klinova, koji imaju zaobljena čela, to se izvodi tako da se oni ulože u za tu svrhu na vratilu izrađeni utor s oblikom prilagođenim obliku klina, pa se glavčina udarcima nabije na klin;
  - utjerni klin s ravnim čelima. Zove se i klin B. Pri spajanju utornim klinovima s ravnim čelima klin se nabije u otvor što ga čine utori glavine i vratila;
  - klin s nosom ili kukasti klin ima nos za zabijanje, koji ujedno služi i za njegovo izvlačenje. Upotrebljava se za spajanje u slučajevima gdje je neizvedivo ili teško izvedivo izbijanje udaranjem po suprotnom čelu. Za izvlačenje klina tada služi njegova kuka. Kako ona pri okretanju glavine predstavlja opasnost da nekoga ozlijedi ili da zahvati odjeću, mora se pokriti limenim zaštitnim plaštem;
- obli udubljeni klin ima trbuh prilagođen obliku vratila, tako da vratilo nema utora. Glavina se može nakliniti na bilo kojem mjestu vratila. Obli klinovi prenose torzijski moment samo pritiskom sile. Za tu svrhu njihove dosjedne površine s vratilom prilagođene su promjeru vratila. Polumjer im je dosjeda standardiziran za pojedine skupine promjera vratila. Zbog takvog spoja s vratilom ti su klinovi prikladni samo za prijenos malih opterećenja (još manjih od opterećenja koja mogu prenositi plosnati klinovi), pa se upotrebljavaju samo za spajanje s vratilima najviše do 150 mm promjera. Prednost im je u tome što su njihovi spojevi jeftiniji, a mana što nisu naročito sigurni;
- obli udubljeni klin s nosom je sličan kao zadnji klin, ali ima i nos za zabijanje, koji ujedno služi i za njegovo izvlačenje;
- plosnati klin ili tetivni klin za koji vratilo treba da bude zaravnano. I plosnati klinovi prenose pomoću veze silom, ali oni prenose veći moment torzije nego obli udubljeni klinovi. Ovi klinovi ne mogu prenositi toliko velika opterećenja kao što mogu utorni, jer ih prenose samo jednom stranom, a ne još i bokovima;
- plosnati klin s nosom je sličan kao zadnji klin, ali ima i nos za zabijanje, koji ujedno služi i za njegovo izvlačenje;
- segmentni klin sam se podešava prema nagibu utora glavine.

Nedostatak je uzdužnih klinova u tome što u spojevima lako uzrokuju ekscentrični položaj vratila prema glavini. Kako zbog toga pri velikim brojevima okretaja mogu nastupiti vibracije, primjena spojeva uzdužnim klinovima ograničena je na slučajeve s malim i srednjim brojevima okretaja. 

#### Tangencijalni klinovi
Iznimno mjesto zauzimaju tangencijalni klinovi. Dva za 120° (iznimno za 180°) zaokrenuta para klinova (nagib 1:60 do 1:100) ostvaruju vezu zabijanjem s čela. Obodnu silu preuzima uvijek samo po jedan par tangencijalnih klinova bez obzira na vezu između vratila i glavine, tako da svaki par klinova nosi samo u jednom smjeru i smanjuje opterećenje drugog para. Služe za prijenos velikih obodnih sila i momenata okretanja promjenjivog smjera. Pri tome jedan par tangencijalnih klinova prenosi moment u jednom, a drugi par u drugom smjeru. Vrlo su pogodni i za prijenos udarnih opterećenja. Zbog čvrstoće klinovi se stavljaju na najdeblja mjesta glavine, a u dijeljenim glavinama pored naležnih površina.  

### Poprečni klinovi
Poprečni klinovi najviše se upotrebljavaju za aksijalno (uzdužno) spajanje dijelova koji se gibaju pravocrtno, na primjer stapajica s križnim glavama u velikim stapnim strojevima. Osim toga upotrebljavaju se i za spajanje dvodijelnih zamašnjaka, teških okvira, velikih zupčanika i za neke druge vrste čvrstih spojeva. 
Postoje dva osnovna oblika poprečnih klinova. Njihova debljina općenito je mala, da ne bi odviše oslabljivaladijelove spoja, a širina im je razmjerno velika, da bi imali veću otpornost na savijanje. Za izradu poprečnih klinova obično služe čelici s čvrstoćom σL ≈ 600 N/mm2. Klin se postavlja na svoje mjesto, odnosno izbija se udarcima čekića, a da ne bi nastalo oštećenje tijela klina, on se izrađuje sa zaobljenim čelima. 
Zbog potrebe da dosjedne površine tih spojeva budu prilagođene jedna drugoj, primjena poprečnih klinova najčešće je ograničena na slučajeve u kojima se ne traži često rastavljanje. Da se ti spojevi ne bi trebali posebno osigurati, od klinova se traži da budu samokočni (s nagibom 1:10 do 1:25). 
Poprečni klinovi s dvostranim nagibom općenito se izbjegavaju jer su zbog teže izrade skuplji od onih s nagibom na samo jednoj strani. 
Za spojeve s poprečnim klinovima koje je ipak potrebno češće rastavljati, klinovi se izrađuju s većim nagibima. Tada je potrebno osiguranje da klin ne bi iskočio, što se obično čini zatikom ili vijkom.
Poprečni klinovi nisu standardizirani pa se njihovi spojevi proračunavaju.

### Segmentni klinovi ili Woodruffovi klinovi
Prednost tih klinova jest njihova samoudesivost, a nedostatak što utor je za njihov smještaj u spoju dosta dubok i zato znatno oslabljuje vratilo. Upotrebljavaju se često za spojeve kod alatnih strojeva. Segmentni klinovi su standardizirani. U gradnji alatnih strojeva i motornih vozila prevladava jeftino segmentno pero.

## Spojevi s profiliranim vratilima i odgovarajućim provrtima u glavinama
U toj skupini spojeva s glavinama postoje stanovite načelne razlike među spojevima izvedenim s ožljebljenjem i profilima poligonalnog oblika, pa se oni obično promatraju odvojeno. Profili tih vratila na mjestu spoja i provrta glavčina mogu imati izdanke u obliku klina (klinasta vratila), oštrih zubi (zvjezdasta vratila) i zubi s evolventnim profilom (klinasta vratila s evolventnim profilom). Svaki od tih izdanaka djeluje onda kao pero (klin bez nagiba). Prednost je tih spojeva, u tome, s obzirom na spojeve s perima, što su im opterećenja ravnomjerno raspoređena po čitavoj obodnoj površini. Zbog toga su oni prikladni za prijenos velikih i promjenjivih momenata okretanja i velikih udarnih opterećenja. Broj žljebova, odnosno klinova tih spojeva mora biti paran, a njihove bočne površine međusobno strogo paralelne. Jedna od prednosti spojeva s takvim vratilima i glavinama jest što pružaju mogućnost dobrog centriranja. Zbog toga su prikladni za čvrste i uzdužno pokretljive spojeve visokoučinskih prijenosnika i prijenosnika alatnih strojeva.
U takvim spojevima s glavčinom, nepomično učvršćenom na vratilu, dosjed mora biti čvrst ili priležan. Kod spojeva s glavinama uzdužno (aksijalno) pomičnim po vratilu, vratilo se površinski kali. Prednosti su ožljebljenja sa zvjezdastim ili evolventnim profilom u tome što manje slabe vratila i glavine i što omogućuju zakretanje glavine pri montaže od zuba do zuba.

### Spojevi s klinastim vratilima
Klinasta vratila imaju po opsegu parni broj visokih "klinova", koje trena shvatiti kao pera. Postoji laka, srednja i teška izvedba klinastih vratila. Klinasta vratila za alatne strojeve imaju 4 ili 6 pera. Ime klinasto vratilo ostalo je iz nekadašnje oznake "klinovi bez nagina" za pera. Za razliku od pera, simetrični presjek klinastog vratila onemogućava jednostrano pritezanje glavčine. Klinasta vratila su izmjenjiva i vrlo točno centriraju glavine na vratilu. Razne visokoučinkovite tehnologije izrade održavaju troškove proizvodnje na srazmjerno niskoj razini. Koriste se na primjer za smještaj pomičnih zupčanika.
Centriranje glavčine na vratilu izvodi se najčešće na sljedeći način:
- unutrašnje centriranje je najtočnije. Dolazi isključivo u obzir za alatne strojeve;
- bočno centriranje, sa zračnošću između promjera provrta i vratila. Ovaj način centriranja teže se izvodi nego unutrašnje centriranje. Zbog točnog nalijeganja bokova naročito je prikladan za udarna i izmjenična opterećenja.

"Klinovi" vratila su, kao i pera, opterećeni na bočni tlak. Zbog neizbježivih izradnih odstupanja nose samo 75 do 90% klinova.

### Spojevi sa zupčastim vratilima
Umjesto klinova mogu biti i zubi. Uobičajeni su trokutasti zupčasti profili ili evolventni zupčasti profil. Velik broj zubi može prenijeti i velike udarne sile. Povoljna je i mogućnost premještenja glavčina od zuba do zuba, na primjer za podešavanje poluga. Ozubljenja se mogu povoljno proizvoditi odvalnim glodanjem. Uobičajeno je centriranje na bokovima. Kod evolventnih profila zuba moguće je i unutarnje i vanjsko centriranje.

### Spoj s poligonim profilnim vratilima
Dok se kod klinastih i zupčastih spojeva vratila prenosivost okretnog momenta postiže preko izbočina na vratilu (klinovi, zubi) kod poligonih profila raste prenosivost kontinuirano. Profili se mogu iznutra i izvana izrađivati u kvaliteti dosjeda 6, tako da je osigurano točno centriranje. Budući da se na površini ne nalaze nikakve izbočine, jedva da može doći do zareznih naprezanja.
Nagib zakošenih dosjednih površina tih spojeva s trokutastim profilom je 1:10.  Od spojeva s nazubljenim profilima razlikuju se tri profilirani spojevi nejednoličnom raspodjelom opterećenja i time nejednoličnom mogućnošću prijenosa momenta okretanja. Zbog toga što nemaju izdanaka, u njima otpada djelovanje ureza, pa su prikladniji za dinamička opterećenja. Naročite prednosti spojeva s trokutastim profilima jesu što su sigurni i točni, što osiguravaju dobru koncentričnost i što ne smanjuju čvrstoću oblika dijelova u spoju. Oni sa stožastim dosjednim površinama mogu prenositi i uzdužna (aksijalna) opterećenja. 

### Spoj čeonim ozubljenjem
Za uzdužne spojeve koji prenose okretne momente upotrebljava se i čeono ozubljenje (ponekad se naziva i Hirth ozubljenje, po tvornici koja ga proizvodi). To je robusno i izdržljivo ozubljenje za prijenos promjenjivih i udarnih opterećenja. Dijelovi u spoju su s čeone strane radijalno ozubljeni trokutastim zubima, koji ulaze jedan u drugi. Na taj način zubi centriraju spojene dijelove jedan prema drugome. I koljenčasta vratila nekad se sastavljaju od više čeono ozubljenih dijelova. Postoje i čeono ozubljene uključne spojke. Budući da zbog izradnih odstupanja svi zubi ne nose, dakle pojedini su zubi više opterećeni nego što je iznosio proračun, dopuštena naprezanja uzimaju se odgovarajuće niže. Obodna sila nastoji odvojiti zube spojenih dijelova. Da bi se to spriječilo, mora uzdužna sila pritezanja vijaka biti odgovarajuće velika (prednaprezanje).

## Stezni spojevi s cilindričnim i stožastim dosjednim površinama
Nedostaci steznih spojeva glavčina s vratilima, inače sposobnih za preuzimanje velikih opterećenja i otpornih prema potresima i trzajima, jesu smanjenje trajne čvrstoće i izdržljivosti dijelova i teškoće pri njihovom rastavljanju. Za uklanjanje tih nedostataka može se primijeniti izvedba s blagim konicitetom dosjednih površina, koja omogućava lako rastavljenje po postupku s uljem pod tlakom (takozvanom uljnom injekcijom). Pri tome se preko kanala u glavini i utora na površini njenog provrta dovodi na dosjednu površinu spoja mala količina ulja pod visokim tlakom, koji uzrokuje deformaciju glavine potrebnu za rastavljenje. Brtve na krajevima dodjedne površine takvog spoja služe za sprečavanje istjecanja ulja. Tlak ulja mora biti manji od onoga koji bi uzrokovao naprezanje materijala iznad granice razvlačenja σR.

### Konusni spojevi
Lako rastavljivi stezni spojevi glavčina s vratilima mogu se izvesti i s pomoću stožastih dosjednih površina s jačim konicitetom. Potrebna uzdužna (aksijalna) sila spoja najčešće se ostvaruje vijkom. Klizanje dijelova jednoga po drugome u takvom spoju može se spriječiti i elastičnim stezanjem, na primjer tanjurastim oprugama. 
Konusi sami od sebe centriraju glavine koje na njima sjede. Mogu se spajati bez zračnosti ako unutarnji i vanjski konus vrlo točno naliježu jedan na drugoga. Prema standardu konus 1:x = D:k označuje opadanje promjera konusa na duljini x za 1 mm. Taj odnos daje kod krnjeg stožca (D - d):l = 1:x. Kut α zove se kut konusa. Pod nagibom konusa razumijeva se nagib 1:2∙x izvodnice konusa, a α/2 je kut nagiba konusa (stožca).
Konični završeci vratila s konusom 1:10 koriste se za pričvršćivanje zupčanika i spojki, te crpki (pumpi) za podmazivanje. Za držače alata upotrebljava se metrički konus 1:20 ili Morseov konus od 1:19,002 do 1:20,047. 
Ako pritegnemo spoj silom, na primjer pritezanjem vijčanog spoja, onda na dodirnim plohama (plaštu stošca) nastaje veza silom, s tlakom naležnih površina. S tom vezom pomoću sile može se prenijeti okretni moment. Segmentno pero (ako ga ima) služi jedino za osiguranje položaja glavine u obodnom smjeru. Što je manji nagib konusa, to je veći dodorni tlak na naležnim površinama. Treba uzeti u obzir i otpor trenja na plaštu konusa koji se suprotstavlja pritezanju spoja u njegovu uzdužnom smjeru
Samokočnost nastaje kada je α ≤ 2∙ρ ili tan α ≤ 2∙μ pa se prema tome kod popuštanja vijčanog spoja konični spoj ne bi sam od sebe rastavio i spoj bi ostao čvrsto stegnut. Za rastavljanje trebala bi dakle još jedna sila suprotna sili prednaprezanja.

### Spoj sa steznim glavčinama
Za razliku od steznih spojeva, kod stezne glavine se tlak na površinama nalijeganja ne postizava prijeklopom, nego stezanjem glavine na vratilo pritezanjem vijka. Imamo stezne spojeve s podijeljenom i s razrezanom glavom. Ti su spojevi prikladni za kontinuirano uzdužno i poprečne podešavanje glavine. Budući da je veličina tlaka površina nalijeganja dosta nesigurna, razrezani stezni spojevi upotrebljavaju se samo kod relativno malih i jednoličnih okretnih momenata. Dodirni tlak kod razrezanih glavina može se samo približno izračunati, jer je elastičnost glavine ovisna o njezinom obliku (kruta izvedba nepovoljna je!). Korijen ureza može se zamisliti kao zglob, a stezne čeljusti kao jednokrake poluge. Da bi se prilikom pritezanja vijka spriječilo predsavijanje dijelova glavine prije dodira s vratilom, treba za vratilo i glavinu predvidjeti nalegli dosjed. Uobičajeni materijali za glavinu su: čelik, čelični lijev, temper lijev, lijevano željezo. Treba provjeriti naprezanje na savijanje u opasnom presjeku.

### Spojevi glavčina steznim dijelovima
Dijelovi (elementi) koji se upotrebljavaju za tu svrhu jesu prstenaste opruge, tolerancijski prstenovi, prstenaste elastične ploče i tlačne ljuske.

#### Prstenaste opruge
Prstenaste opruge kao stezni dijelovi za spajanje bez zračnosti vratila i glavine pomoću veze silom, imaju dva stožasta prstena, koji ulaze jedan u drugi, izrađena od poboljšanog specijalnog čelika. Aksijalnim tlakom vijka prsteni se radijalno šire, a površinski tlak koji time nastaje izaziva, kao kod steznog spoja otpor trenja prianjanja, koji prenosi okretni moment. Na taj se način mogu sigurno protiv okretanja učvrstiti zupčanici, zamašnjaci, remenice, lančanici, kočione ploče, grebeni za pokretanje i upravljanje, glavine, spojke i slično. Za pritezanje spoja može se, već prema izboru, predvidjeti jedan ili više steznih vijaka. Polje tolerancije provrta glavine treba birati H7 do D = 44 mm, preko toga H8, polje tolerancije vratila h6 do d = 38 mm, iznad toga h8. U nepritegnutom stanju između provrta i prstena, te između prstena i vratila, postoji zračnost, ugradbena zračnost. Uzdužna sila širi vanjski prsten, a suzuje unutarnji i uklanja najprije ugradbenu zračnost. Tek nakon toga stvara se površinski tlak, to jest efektivna zatezna sila.
Ako jedna prstenasta opruga nije dovoljna, mogu se ugraditi više steznih dijelova jedan iza drugoga, tako da se uzdužna sila prenosi na ostale dijelove. Na osnovi zakona trenja, od dijela do dijela smanjuje se uzdužna zatezna sila a time i površinski tlak. Ne isplati se stoga ugrađivati više od 3 do 4 prstenaste opruge! Proizvođači tvrde da se izračunati okretni moment sigurno prenosi i kod promjenjivog opterećenja. Potrebno je međutim ipak predvidjeti stanovitu sigurnost, to jest najveći pogonski okretni moment povisiti za 10%. 

#### Zvjezdasto-prstenaste elastične ploče
Zvjezdasto-prstenaste elastične ploče su ploče blago stožasta oblika, od zakaljena čelika za opruge, s kojima se, slično kao kod prstenastih opruga, omogućuje spoj bez zračnosti za trajni prijenos okretnog momenta. Zvjezdaste su ploče izmjenično s vanjskog i unutarnjeg ruba radijalno urezane, pa su zbog toga naročito elastične. Ploče imaju prijeklop prema provrtu glavine i u provrt se ugrađuju s prednaprezanjem. Između ploča i vratila ostaje zračnost, koja kod zatezanja vijka postepeno nestaje i prelazi u radijalno stezanje. To radijalno stezanje stvara tlak površina nalijeganja, tako da se okretni moment može prenijeti pomoću veze silom. 

#### Stožaste ljuske
Bočno prorezane stožasti ljuske se upotrebljavaju onda kad treba glavinu učvrstiti među krajevima vratila. Uvlačenje tih ljusaka u provrt glavine izvodi se s pomoću matice s finim navojem. Pri većim dužinama upotrebljavaju se dvije ljuske. Stezanje tog spoja izvodi se s pomoću vijaka. 

### Spojevi s glavinama s pomoću tolerancijskih prstenova
Tolerancijski prstenovi su strojni dijelovi s valovitom površinom njihovog obodnog ispupčenja i, da bi se mogli lako ugraditi, ravnim i glatkim rubovima. Izrađuju se od čelika za opruge. Za spajanje s tim prstenovima izrađuju se utori u provrtu glavčine (donja polovica), odnosno u vratilu (gornja polovica). Valovi prstenova širine B djeluju zbog svojih elastičnih deformacija kao opruge, stvarajući radijalni pritisak, koji uzrokuje trenje između glavine i vratila. To trenje omogućuje prijenos momenta okretanja od vratila na glavinu i dalje na dio kojemu ona pripada, ili obratno. Takvim djelovanjem tolerencijskih prstenova nastali spojevi mogu ne samo prenositi momente okretanja, nego i poslužiti za kompenzaciju toplinskih istezanja (dilatacija) i skraćivanja (kontrakcija), netočnosti mjera i oblika (ekscentriciteta) te za preuzimanje i prigušivanje udarnih opterećenja.

### Spojevi s glavčinama s pomoću tlačnih tuljaka
Tlačni tuljci su elastični stezni dijelovi, koji se izrađuju od opružnog čelika, pa se poslije izrade kale. Postoje njihove jednočlankaste i višečlankaste izvedbe. Obično se tuljak ugrađuje između glavine i vratila. Zato između njegovih i dosjednih površina dijelova postoji zračnost. Ona nestaje deformacijom tuljka pod utjecajem uzdužne (aksijalne) sile pri stezanju spoja. Zbog te deformacije na dosjednim površinama spoja nastaju pritisci s pomoću kojih u spoju stvoreno trenje omogućuje prijenos momenata okretanja, odnosno snage od vratila ili na vratilo.